# Hackås
För andra betydelser, se Hackås (olika betydelser).
Hackås är en tätort i Hackås distrikt i Bergs kommun, ett stationssamhälle och kyrkbyn i Hackås socken i södra Jämtland.
Hackås ligger mellan sjöarna Storsjön och Näkten, cirka 40 km söder om Östersund och vid Inlandsbanan. Utanför Hackås sker övergången mellan Sannsundet i norr och Södra Storsjöflaket i söder. 

## Historia
Hackås hade ett strategiskt läge vid överfarten över Storsjön för de pilgrimer som färdades mellan Selånger (Sundsvall) och Nidaros under den katolska tiden (före 1527). Den nuvarande vandringsleden Jämt-Norgevägen har upprättats i pilgrimernas fotspår. 
Vid Storsjöns strand ligger Hackås ångbåtsbrygga, vid vilken intensiv ångbåtstrafik upprätthölls förr i tiden. Då förekom också färjetrafik mellan Hackås och Funäs, en sträcka på cirka 3 km. 
Från 1900-talets början och fram till mitten av 1960-talet bedrevs timmerflottning i större skala på Näkten och Storsjön, mellan de båda sjöarna löpte det en timmerränna som revs i början av 1970-talet.

## Befolkningsutveckling
| Befolkningsutvecklingen i Hackås 1960–2020 | Befolkningsutvecklingen i Hackås 1960–2020 | Befolkningsutvecklingen i Hackås 1960–2020 | Befolkningsutvecklingen i Hackås 1960–2020 | Befolkningsutvecklingen i Hackås 1960–2020 |
| ------------------------------------------ | ------------------------------------------ | ------------------------------------------ | ------------------------------------------ | ------------------------------------------ |
|                                            |                                            |                                            |                                            |                                            |
| År                                         |                                            |                                            | Folkmängd                                  | Areal (ha)                                 |
| 1960                                       | 1960                                       |                                            | 309                                        |                                            |
| 1965                                       | 1965                                       |                                            | 323                                        |                                            |
| 1970                                       | 1970                                       |                                            | 334                                        |                                            |
| 1975                                       | 1975                                       |                                            | 351                                        |                                            |
| 1980                                       | 1980                                       |                                            | 472                                        |                                            |
| 1990                                       | 1990                                       |                                            | 519                                        | 92                                         |
| 1995                                       | 1995                                       |                                            | 501                                        | 92                                         |
| 2000                                       | 2000                                       |                                            | 514                                        | 92                                         |
| 2005                                       | 2005                                       |                                            | 518                                        | 92                                         |
| 2010                                       | 2010                                       |                                            | 480                                        | 92                                         |
| 2015                                       | 2015                                       |                                            | 531                                        | 142                                        |
| 2020                                       | 2020                                       |                                            | 531                                        | 142                                        |
|                                            |                                            |                                            |                                            |                                            |

## Samhället
I Hackås finns Hackås kyrka, förskola samt grundskola årskurs 1-6, bussförbindelser till Östersund och Svenstavik. Prästgården, med takmålningar av konstnären Paul Jonze, färdigställdes 1929 i nyklassicistisk stil.

## Näringsliv
Bland företag på orten märks Hackås Precisionsgjuteri AB som tillverkar aluminiumdetaljer av hög komplexitet och finish.
En av kommunens största arbetsgivare är Itella AB som sköter fakturahanteringen åt olika myndigheter och företag. Sedan 2013 heter Itella AB istället OpusCapita.

## Fornlämningar
Förutom en trefaldighetskälla vid kyrkan finns Sanne gravfält med gravhögar och enstaka flata gravar från järnåldern. En boplats bör alltså ha funnits i Hackås redan då.

## Evenemang
Vid Billstaån i Hackås hålls den årliga tävlingen Årets Näck.